# Gregor Terror
Gregor Terror (pseudoniem van Gregor Engelen, Antwerpen) is een Antwerps zanger en trompetspeler. Hij rekent grindcore, de soundtrack van Underground en de muziek van de Roemeense Fanfare Ciocarlia tot zijn muzikale invloeden.

## Biografie
Terror maakte deel uit van de Antwerpse punk- en krakersbeweging. Hij begon met muziek te maken in een hardcore punkband. Met enkele andere krakers (waaronder Lady Angelina) richtte hij Antifare La Familia op na het bekijken van Emir Kusturica's Underground, een film waarin een prominente weg is weggelegd voor een zigeunerfanfare. De meeste leden hadden sinds hun jeugd geen instrument meer bespeeld. Antifare La Familia vormde zowat de huisband van Scheld'apen en trad daarbuiten vooral op tijdens lokale Antwerpse manifestaties. Uit deze band groeiden zowel Traktor als Terror's Ambrassband (voluit: Antifascistische Militante Brassband), een twaalfkoppig internationaal gezelschap dat een mix brengt van Balkanmuziek en klezmer. De band speelde onder meer op het North Sea Jazz Festival.
Terror is tevens zanger van het Antwerp Gipsy-Ska Orkestra, een andere band die balkanzigeunermuziek speelt, met muzikanten uit België, Servië, Chili en Argentinië. Het weekbland Humo maakte een zesdelige reportage over hun optreden in Oelan-Oede (Mongolië)
Met Gregor Terror & the Calypso Gigolo's speelt hij Calypso, een dansmuziekvorm uit de Caraïben/. Terror speelt ten slotte ook trompet bij Donkey Diesel. 

## Discografie
Met Ambrassband
- Antonelli's garage (2014)
- Simply the best of den Ambrassband (2012)

Met Antwerp Gipsy-Ska Orkestra
- Revolution has never been simple (2023)
- Duivelsblauw (2019)
- Black Panther (2017)
- Kilo Gipsyska (2015)
- I lumia mo kher (2011)
- Tuttilegal (2007)

Met Donkey Diesel
- Bravado (2007)
- Charm! (2005)